# Waraqa ibn Naufal
Waraqa ibn Naufal, eigentlich Waraqa ibn Naufal ibn Asad ibn ʿAbd al-ʿUzzā ibn Qusaiy al-Quraschī (arabisch ورقه بن نوفل بن أسد بن عبد العزى بن قصي القرشي) war nach der islamischen Tradition ein ebionitischer Priester und einer der ersten Menschen, die an die Gesandtschaft Mohammeds glaubten.
Er war ein Cousin ersten Grades in väterlicher Linie Chadidscha bint Chuwailids, der ersten Frau des Propheten Mohammed. Auch mit Mohammed selbst war er entfernt verwandt: Waraqas Großvater Asad ibn ʿAbd al-ʿUzzā war der Neffe von ʿAbd Manāf ibn Qusaiy, einem Vorfahren Mohammeds.

## Leben
Waraqa gilt als einer der wenigen Araber, die bereits in vorislamischer Zeit vom Heidentum abgefallen waren, war aber im Unterschied zu den Hanīfen, mit denen er jedoch häufig in einer Reihe genannt wird, christlichen Glaubens. In der Prophetenbiographie bleibt seine Lebensgeschichte trotz seiner Bedeutsamkeit für die Bestätigung der Rechtmäßigkeit der prophetischen Sendung Mohammeds verschwommen und legendenhaft: Demnach fand er während seiner Reisen durch Syrien zum Christentum und lernte neben schriftlichem Arabisch auch Hebräisch. In Mekka hielt er sich oft nahe der Kaaba auf, seinen Zeitgenossen galt er als ausgesprochen gelehrter Mann.
Bereits kurz nach der Geburt Mohammeds trat er erstmals als dessen Retter auf und brachte den verloren gegangenen Säugling zu dessen Großvater ʿAbd al-Muttalib zurück. Als er schließlich von Mohammeds erster Offenbarung erfährt, honoriert er dies mit den Worten:

„Bei Dem, in Dessen Hand meine Seele liegt! Du bist der Prophet dieses Volkes. Der Engel Gabriel ist zu dir gekommen, wie er zu Moses kam. Man wird dich einen Lügner nennen, kränken, vertreiben und zu töten versuchen. Wahrlich, wenn ich jenen Tag erlebe, werde ich Gott helfen, wie Er es weiß.“

Wie lange Waraqa, der zum Zeitpunkt der ersten Offenbarung bereits alt und blind gewesen sein soll, anschließend noch lebte, ist in der islamischen Tradition umstritten; entweder starb er noch vor dem Beginn des öffentlichen Auftretens Mohammeds als Prophet, möglicherweise aber auch erst nach der Hidschra. Dem Hadith zufolge verbot Mohammed explizit die Schmähung Waraqas und sah ihn im Traum bereits im Paradies wandeln. Sowohl in der muslimischen Rezeption der Geschichte als auch in der westlichen Islamforschung ist anschließend viel darüber gestritten worden, ob und in welchem Umfang Waraqa Einfluss auf das Denken Mohammeds genommen haben könnte.